# Saro León
Saro León (Las Palmas de Gran Canaria, 12 de agosto de 1954) es una galerista española, la única mujer que se dedica a esta actividad en la isla de Gran Canaria desde 1988. En 2016, el Cabildo Insular de Gran Canaria reconoció su labor en el fomento y promoción de las artes plásticas con el Can de Plata de las Artes. 

## Trayectoria
En 1979, se licenció en Geografía e Historia en la Universidad de la Laguna. En 1988, puso en marcha la galería de arte que lleva su nombre, con el fin de servir de punto de encuentro de los artistas de las Islas Canarias, así como a otros de origen latinoamericano, africano y europeo. Ha participado en las ferias nacionales e internacionales y ha producido proyectos para bienales como la de Bamako (Malí) y de La Habana (Cuba).
Pertenece al grupo Artemisia+Arte, un colectivo de mujeres profesionales vinculadas a la cultura en sus diferentes facetas (creación, gestión, investigación, crítica, teoría, enseñanza…) y cuyo fin es evidenciar la discriminación y la falta de igualdad de oportunidades entre mujeres y hombres en el ámbito de la cultura.

## Reconocimientos
En 2016, el Cabildo de Gran Canaria distinguió su labor en favor de la promoción de las artes plásticas concediéndole el Can de Plata de las Artes, una distinción que concede la institución insular a las personas que han desarrollado una labor social destacada.
Dos años después, en 2018, pregonó las Fiestas Fundacionales de la ciudad de Las Palmas de Gran Canaria en la conmemoración del 540.º aniversario con un texto en el que destacó el papel histórico y social de las mujeres.